# Eo biển Manche
Eo biển Manche (tiếng Anh: The English Channel, "eo biển Anh"; tiếng Pháp: La Manche, "tay áo", phiên âm tiếng Việt: eo biển Măng-sơ) là một đoạn eo biển dài thuộc Đại Tây Dương xen giữa đảo Anh và bờ biển phía bắc của Pháp, liền với Bắc Hải. Eo biển này dài 562 km, chỗ rộng nhất 240 km, chỗ hẹp nhất là 34 km (eo biển Dover). Eo biển Manche là biển nông nhỏ nhất xung quanh thềm lục địa châu Âu, chiếm diện tích khoảng 75.000 km².